# Siódmy kontynent
Siódmy kontynent (niem. Der siebente Kontinent) – austriacki dramat filmowy z 1989 roku w reżyserii Michaela Hanekego, będący jego pełnometrażowym debiutem fabularnym. Obraz oparty został na wydarzeniach autentycznych; powstał pod wpływem notatki prasowej przeczytanej przez reżysera.
Film nagrodzono Brązowym Lampartem na MFF w Locarno. Był oficjalnym austriackim kandydatem do Oscara dla najlepszego filmu nieanglojęzycznego, ale ostatecznie nie zdobył nominacji.

## Opis fabuły
Film przedstawia życie przeciętnej, dobrze sytuowanej rodziny, która z niewiadomych przyczyn popełnia samobójstwo. Oszczędny w środkach wyrazu film skupia się na codziennych, powtarzalnych czynnościach.
W dwóch pierwszych częściach kobiecy głos odczytuje list do rodziców męża, m.in. opisujący jego sukcesy w pracy. W części trzeciej podobny list odczytuje mąż. Informuje w nim, że małżonkowie zdecydowali się na wyjazd. Opisuje także podjęcie decyzji dotyczącej dalszych losów córki i związane z tym dylematy.
Małżonkowie likwidują konto bankowe, informując urzędnika, że zdecydowali się na wyjazd do Australii (stąd tytuł filmu), sprzedają również samochód. Po luksusowej kolacji członkowie rodziny niszczą cały dobytek swojego życia oraz spłukują w toalecie pieniądze. Wszystkie te czynności wykonują bez okazywania jakichkolwiek emocji. Jedynie zniszczenie przez ojca dużego akwarium powoduje płacz i krzyk dziewczynki. Po zdemolowaniu mieszkania wszyscy popełniają kolejno samobójstwo. Georg przed swoją śmiercią zapisuje na ścianie imiona, datę oraz godzinę zgonu każdego z nich. List do rodziców zostawiają przymocowany do drzwi.

## Obsada
- Birgit Doll jako Anna
- Dieter Berger jako Georg
- Leni Tanzer jako Eva